# Стивън Томпсън
Стивън Томпсън (на английски език - Stephen Thompson) е американски професионален ММА боец, състезаващ се в полутежка категория в първенството на шампионата на UFC към 2019 г.
Той е бивш кикбоксьор фул контакт, непобеден в 37 аматьорски и 58 професионални кикбокс мача.
В продължение на няколко години тренира с бившия шампион на UFC в средна категория Джордж Сейнт Пиер, а тренира със зет си, бившият шампион на UFC в средна категория Крис Вайдман.
Към 4 ноември 2019 г. той е №8 в класацията на UFC в полутежка категория.